# Clitenella purpureovittata
Clitenella purpureovittata es un coleóptero de la familia Chrysomelidae.
Fue descrita científicamente por primera vez en 1942 por Chen.